# Archilejeunea helenae
Archilejeunea helenae är en bladmossart som beskrevs av Pócs et Gyarmati. Archilejeunea helenae ingår i släktet Archilejeunea och familjen Lejeuneaceae. Inga underarter finns listade i Catalogue of Life.